# Parabola del giudice iniquo

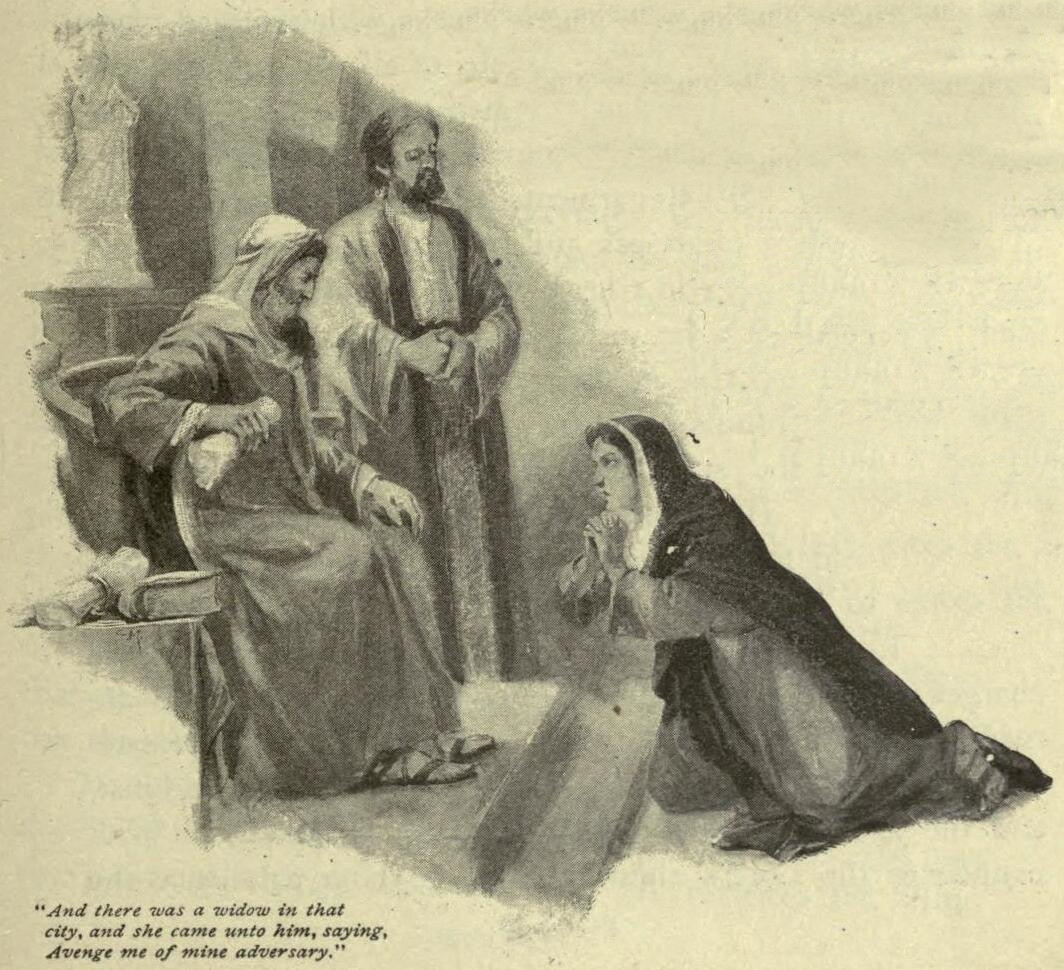
Vendicami dai miei nemici, disegno anonimo pubblicato dalla Pacific Press (1900)

La parabola del giudice iniquo, o della vedova importuna o della vedova persistente, è una delle parabole di Gesù che compare nel vangelo secondo Luca (Lc 18,1-8). In essa un giudice viene ripetutamente adito da una vedova per avere giustizia in una lite. Evitando inizialmente di decidere sulla causa, alla fine il giudice si risolve a emettere la pronuncia richiesta, non perché sia animato da uno spirito di giustizia, che gli fa del tutto difetto, ma solo per non essere ulteriormente disturbato dalle richieste della donna, la quale vede così premiata la sua perseveranza.

## La parabola

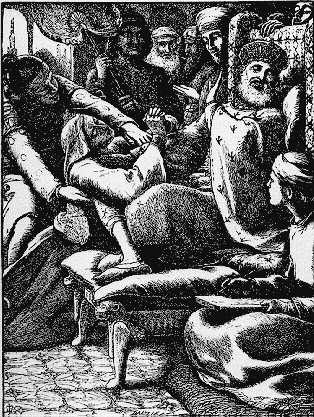
La parabola del giudice iniquo, John Everett Millais (1863)

(Lc 18,1-8, CEI)

## Interpretazione
Dalla parabola si possono ricavare diversi elementi: innanzitutto che la persistenza della preghiera ha portato infine la vedova a raggiungere il suo scopo, cioè di farsi almeno ascoltare dal giudice, ribadendo comunque che Dio è ben più lesto nel rispondere alle preghiere dei suoi fedeli, e lo fa con maggiori motivazioni. La parabola dell'amico importuno ha un significato simile.
Joel B. Green intende questa speranza come un inno a non perdere la speranza nell'escatologia del messaggio cristologico, ed anche un'eco a Siracide 35: "perché il Signore è giudice e non v'è presso di lui preferenza di persone. Non è parziale con nessuno contro il povero, anzi ascolta proprio la preghiera dell'oppresso. Non trascura la supplica dell'orfano né la vedova, quando si sfoga nel lamento. Le lacrime della vedova non scendono forse sulle sue guance e il suo grido non si alza contro chi gliele fa versare?"
William Barclay riporta come la parabola si concentri ben poco in realtà su chi prega, ma piuttosto sul contrasto tra Dio e l'uomo. Nella preghiera si parla ad un Padre pronto a donare.
Donald Parry e Jay A. Parry ha suggerito che "questa parabola si applichi a ciascuno di noi che ha degli avversari che possono anteporsi alla nostra vita spirituale, siano essi esseri mortali o demoniaci, o particolari peccati che continuano a fiaccarci. Noi, come la vedova importuna, dobbiamo sempre pregare contro questi avversari. Se lo faremo, il Padre Celeste ascolterà le nostre preghiere e ci porterà alla liberazione."Come lo stesso Cristo ha suggerito in questa parabola la liberazione non potrà essere offerta in maniera completa sino a quando "il Figlio dell'uomo non sarà venuto." (Lc 18,8) Cristo vendicherà i suoi eletti, quanti hanno mantenuto in lui la fede nel suo secondo ritorno sulla terra (Lc 18,7-8).